# Yuri Lima Lara
Yuri Lima Lara (sinh ngày 20 tháng 4 năm 1994), là một tiền vệ bóng đá người Brasil hiện đang thi đấu câu lạc bộ Esporte Clube Bahia.

## Sự nghiệp câu lạc bộ
Yuri trưởng thành từ lò đào tạo của Olaria. Anh từng thi đấu chuyên nghiệp cho Bahia và CSA.
Anh gia nhập câu lạc bộ J2 League Tochigi SC vào năm 2019 theo một bản hợp đồng cho mượn.
Năm 2020, Yuri trở lại Bhaia .

## Danh hiệu
EC Bahia
- Campeonato Baiano: 2015, 2019

CSA
- Campeonato Alagoano: 2018